# Digital Devil Story
A Digital Devil Story (デジタル・デビル・ストーリー; Hepburn: Debitaru Debiru Sutohrii) japán science fiction regénysorozat, melynek írója Nisitani Aja, míg illusztrátora Kitazume Hirojuki animátor.
A sorozat első tagját, a Megami tenszeit (女神転生, ’Az istennő újjászületése’) a Tokuma Shoten jelentette meg 1986-ban. A következő években egy OVA adaptációt és egy szerepjáték adaptációt is kapott, utóbbi nagy sorozattá nőtte ki magát.
A sorozatból kilenc bunkoban kötet jelent meg 1986 és 1993 között, melyekből összesen több, mint 800 000 példányt adtak el. A sorozatot 2005. július 25-e és 2006. június 25-e között három aizóban kötetben nyomták újra.

## Kötetek

### Bunkoban kiadás
Digital Devil Story
1. Megami tenszei (女神転生?, ’Az istennő újjászületése’)[5]
2. Mato no szensi (魔都の戦士?, ’A démoni város harcosai’)[6]
3. Tenszei no súen (転生の終焉?, ’Az újjászületés bukása’)[7]

Sin Digital Devil Story (新デジタル・デビル・ストーリー , ’Új digitális ördögi történet’)
1. Toravare no megami (捕われの女神?, ’A fogságba esett istennő’)[8]
2. Kórikai no dzsoó (氷界の女王?, ’A jégvilág királynője’)[9]
3. Kamima no vakuszei (神魔の惑星?, ’Az istenek és ördögök bolygója’)[10]
4. Ikari no jótei (怒りの妖帝?, ’A démoncsászár haragja’)[11]
5. Megami jo eien ni (女神よ永遠に?, ’Az istennő mindörökké!’)[12]
6. Tensei no kizuna (転生の絆?, ’Az újjászületés kapcsolata’)[13]

### Aizóban kiadás
1. Megami tenszei (女神転生?, ’Az istennő újjászületése’)[2]
2. Megami tenszei 2 (女神転生2?, ’Az istennő újjászületése 2’)[3]
3. Megami tenszei 3 (女神転生3?, ’Az istennő újjászületése 3’)[4]